# Котомицуки Кэйдзи
Котомицуки Кэйдзи (яп. 琴光喜 啓司, известен как Котомицуки, настоящее имя Кэйдзи Тамия) — бывший профессиональный борец сумо из Японии. Сикона составлена из «Кото» — традиционное начало для школы Садогатакэ, и иероглифов, означающих «свет» и «радость». Достигал ранга одзэки. Уволен со скандалом в июле 2010 года за запрещенную законом игру на подпольном бейсбольном тотализаторе. 

## Краткое описание карьеры
Начал бороться в раннем возрасте. Был студентом университета Мэйдзи. Весьма успешно проявил себя на студенческих соревнованиях, носил неофициальные титулы «ёкодзуна среди студентов» и «ёкодзуна среди любителей». Сразу попал в третью лигу, макусита. В ноябре 2000 года получил одновременно все три специальных приза (пятый случай в истории сумо и последний на 2020 год). Впервые (и единожды) завоевав кубок в 2001 году, получил титул одзэки только в 2007-м. Это редкий случай великовозрастного (31 год) дебюта в таком звании. Был известен тем, что весьма часто показывал результат 8-7, минимальное преобладание побед. В значительной мере, именно эта его особенность (стабильность без блеска) долго мешала ему стать одзэки.
Известен как страстный игрок на автоматах-патинко. В июне 2010 года Котомицуки оказался в центре скандала вокруг игры борцов сумо на подпольных бейсбольных тотализаторах, контролируемых якудзой, что и положило конец его карьере — он был уволен. Своё увольнение он пытался оспорить в суде, но безрезультатно. Официальной церемонии отставки со срезанием пучка волос не прошёл. В 2012 году открыл в Нагое собственный ресторанчик под названием «Ямицуки».

## Стиль борьбы
Силовой, с захватами, теснением и бросками, без особой быстроты.

## Семья
Сын тренера заводского клуба сумо при одном из заводов «Тойота». Женат, имеет дочь.

## Результаты с дебюта в макуути
| Год в сумо | Январь Хацу басё, Токио    | Март Хару басё, Осака       | Май Нацу басё, Токио           | Июль Нагоя басё, Нагоя       | Сентябрь Аки басё, Токио      | Ноябрь Кюсю басё, Фукуока     |
| --- | -------------------------- | --------------------------- | ------------------------------ | ---------------------------- | ----------------------------- | ----------------------------- |
| 2000 | x                          | x                           | Пропустил из-за травмы< 0–0–15 | (Дзюрё)                      | (Дзюрё)                       | Маэгасира #9 запада 13–2 ДВТ★ |
| 2001 | Сэкивакэ запада 4–11       | Маэгасира #3 запада 10–5 Т★ | Комусуби востока 9–6 Т         | Сэкивакэ запада 6–9          | Маэгасира #2 востока 13–2 ВТ★ | Сэкивакэ запада 9–6           |
| 2002 | Сэкивакэ востока 12–3 Т    | Сэкивакэ востока 8–7        | Пропустил из-за травмы< 0–0–15 | Маэгасира #6 запада 7–8      | Маэгасира #7 востока 12–3 Д   | Сэкивакэ запада 8–7           |
| 2003 | Сэкивакэ запада 9–6        | Сэкивакэ запада 6–9         | Маэгасира #2 востока 0–5–10    | Маэгасира #13 востока 9–6    | Маэгасира #6 востока 11–4     | Маэгасира #1 запада 6–9       |
| 2004 | Маэгасира #4 запада 13–2 Д | Сэкивакэ запада 7–8         | Комусуби запада 9–6            | Комусуби востока 7–8         | Комусуби запада 8–7           | Комусуби востока 10–5         |
| 2005 | Комусуби востока 7–8       | Маэгасира #2 востока 9–6    | Комусуби востока 13–2 Т        | Сэкивакэ запада 7–8          | Комусуби востока 9–6          | Сэкивакэ запада 8–7           |
| 2006 | Сэкивакэ востока 8–7       | Сэкивакэ запада 8–7         | Сэкивакэ востока 8–7           | Сэкивакэ запада 8–7          | Сэкивакэ запада 8–7           | Сэкивакэ запада 9–6           |
| 2007 | Сэкивакэ востока 8–7       | Сэкивакэ востока 10–5       | Сэкивакэ востока 12–3          | Сэкивакэ востока 13–2 ДТ     | Одзэки запада 10–5            | Одзэки востока 10–5           |
| 2008 | Одзэки запада 8–7          | Одзэки запада 8–7           | Одзэки востока 8–7             | Одзэки запада 11–4           | Одзэки востока 11–4           | Одзэки востока 9–6            |
| 2009 | Одзэки востока 2–10–3      | Одзэки востока 8–7          | Одзэки запада 8–7              | Одзэки запада 12–3           | Одзэки запада 9–6             | Одзэки запада 8–7             |
| 2010 | Одзэки #2 востока 1–7–7    | Одзэки #2 запада 9–6        | Одзэки востока 9–6             | Одзэки запада Отставка 0–0–0 | x                             | x                             |
| Результат приведен как победил-проиграл-снялся Победа Малый кубок Отставка Не выступал в макуути Специальные призы: Д=За боевой дух (Канто-сё); В=За выдающееся выступление (Сюкун-сё); Т=За техническое совершество (Гино-сё) Ещё показаны: ★=Кимбоси; P=Участие в дополнительном финале Лиги: Макуути — Дзюрё — Макусита — Сандаммэ — Дзёнидан — Дзёнокути Ранги макуути: Ёкодзуна — Одзэки — Сэкивакэ — Комусуби — Маэгасира |                            |                             |                                |                              |                               |                               |